# Damouzy
Damouzy é uma comuna francesa na região administrativa de Grande Leste, no departamento Ardenas. Estende-se por uma área de 8,73 km². Em 2010 a comuna tinha 463 habitantes (densidade: 53 hab./km²).